# Gosmer Kirke
Gosmer Kirke, Gosmer Sogn, Hads Herred i det tidligere Aarhus Amt. På grund af sin vældige størrelse har det fået tilnavnet ”Hads Herreds domkirke”.

## Bygningshistorie
Kirken menes at have været indviet til Sankt Theobald, da man i 1700-tallet fandt en relikvieæske, der havde en seddel med følgende indskrift ”In honorem sti. Theobaldi”. Den oprindelige kirke er opført i den romanske tid, ca. år 1200, og bestod af skibet og koret med apsis. Byggematerialet er granitkvadre på en sokkel med skråkant. Kirken er ikke mindst interessant på grund af de mange velbevarede stenhuggerarbejder. Syddøren, nu inde i våbenhuset, samt en dør på korets sydside er begge udstyrede med halvsøjler og tympanon med relieffer. Syddørens har et særpræget motiv, hvor en kvinde med lange fletninger ammer to løver. Kvinden kan fortolkes som et billede på kirken og løverne som de troende, der næres ved kirkens forkyndelse. Kordøren har korsnedtagelsen som motiv. Apsis er rigt udsmykket med dobbeltsokkel, lisener, halvsøjler og rundbuefrise. Kor og skib har fladt kassetteloft, apsis en halvkuppelhvælving.
I senmiddelalderen opførtes ved skibets vestgavl et tårn i teglsten. Dette er restaureret flere gange, bl.a. i 1775, et årstal man kan se på tårnets sydside, samt initialerne ”JOSR” for den daværende ejer, statsminister Joachim Otto Schack-Rathlou til Rathlousdal. Nok nogenlunde samtidig tilføjedes gravkapellet på kirkens nordside.
Som kirken fremtræder i dag er den væsentlig et resultat af en hårdhændet ombygning 1866 ved arkitekt V. Tvede. De store vindueshuller er blandt andet etableret ved denne lejlighed. Samtidig opførtes våbenhuset, ligeledes i mursten. Desuden blev et gravkapel på tårnets nordside nedrevet.

## Inventar
- Den udskårne altertavle er fra 1637 og udført af Peder Jensen Kolding. Altermaleriet har dog været udskiftet flere gange, senest i med moderne oliemalerier udført af Sven Havsteen-Mikkelsen. Denne har også udført de to runde glasmosaikker, der ses i våbenhusets vinduer.
- Prædikestolen er ligeledes et værk udført af Peder Jensen Kolding i 1637.
- Døbefonten er fra den romanske tid. Den har løvefigurer og løvværk i fladrelief. Fontehimmelen kan også være et værk af førnævnte Peder Jensen Kolding, men er dog yngre end altertavlen og prædikestolen.

- Gosmer Kirkes vældige dimensioner fornemmer man også på afstand.
- Tympanon over kordøren med korsnedtagelsen som motiv.
- Apsis med halvsøjler og rundbuefrise.

## Begravelser
Gosmer Kirke tjente som gravkirke for herskaberne på herregårdene Rathlousdal og Gersdorffslund. I det hvælvede tårnrum, der har en rigt udsmykket indgangsportal, findes flere kister. Blandt andre Christian Rathlou (†1752) og hustru. I begravelsen under tårnrummet står blandt andre kisterne af Gregorius Rathlou (†1681) og hustru. På tårnets nordside lå der som tidligere nævnt indtil 1866 et gravkapel, som anvendtes af slægten Holstein-Rathlou. Kisterne her blev dog 1857 overført til et nyopført gravkapel i lystskoven ved Rathlousdal. På skibets nordside ligger et kapel, der rummer tre marmorsarkofager udførte af Johannes Wiedewelt. De rummer henholdsvis statsminister Joachim Otto Schack-Rathlou (†1800), dennes hustru samt en datter.

## Eksterne kilder og henvisninger
- Gosmer Kirke hos denstoredanske.dk
- Gosmer Kirke hos KortTilKirken.dk
- Gosmer Kirke hos danmarkskirker.natmus.dk (Danmarks Kirker, Nationalmuseet)

- Wikimedia Commons har flere filer relateret til Gosmer Kirke